# Distrikt San Juan de Tantaranche
Der Distrikt San Juan de Tantaranche liegt in der Provinz Huarochirí in der Region Lima im zentralen Westen von Peru. Der Distrikt wurde am 24. Juli 1964 gegründet. Er besitzt eine Fläche von 139 km². Beim Zensus 2017 wurden 397 Einwohner gezählt. Im Jahr 1993 lag die Einwohnerzahl bei 495, im Jahr 2007 bei 484. Sitz der Distriktverwaltung ist die 3436 m hoch gelegene Ortschaft San Juan de Tantaranche mit 237 Einwohnern (Stand 2017). San Juan de Tantaranche befindet sich 37 km südöstlich der Provinzhauptstadt Matucana.

## Geographische Lage
Der Distrikt San Juan de Tantaranche befindet sich in der peruanischen Westkordillere im Südosten der Provinz Huarochirí. Er verläuft entlang dem Westufer des nach Süden fließenden Río Carhuapampa, ein linker Nebenfluss des Río Mala. Im Nordwesten umfasst der Distrikt das Quellgebiet des Río Mala. Im Nordwesten liegt der abflussregulierte 93 ha große See Laguna Chumpicocha. Außerdem erhebt sich in diesem Gebiet der 5365 m hohe Nevado Huacaypaca.
Der Distrikt San Juan de Tantaranche grenzt im Nordwesten an den Distrikt Huarochirí, im Norden an den Distrikt San Mateo, im Osten an den Distrikt San Lorenzo de Quinti, im Südwesten an den Distrikt San Pedro de Huancayre sowie im zentralen Westen an den Distrikt Santiago de Anchucaya.

## Ortschaften
Im Distrikt gibt es neben dem Hauptort folgende größere Ortschaften:
- Carhuapampa de Pariac